# Бруно Хабшмід
Бруно Хабшмід (народився 7 березня 1950) — швейцарський велосипедист. Брав участь у літніх Олімпійських іграх 1968 та 1972.